# Mramorový palác (Teherán)
Mramorový palác (persky کاخ مرمر‎, Kách-e marmar) je historická budova a bývalá královská rezidence v íránském Teheránu. Nachází se v centru města, ale v době, kdy byl palác postaven, se jednalo o klidnou čtvrť.

## Historie

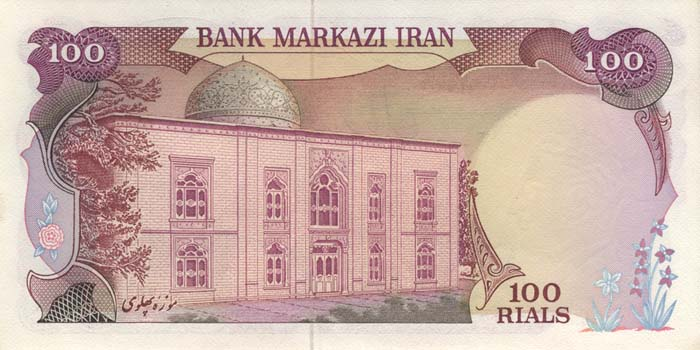
Obrázek Mramorového paláce na bankovce z roku 1974

Pozemek, na němž se nachází Mramorový palác, patřil kdysi princi Abbásovi Farmánovi Farmájánovi. Po nástupu na trůn jej Rezá Šáh, který předtím na pozemku vykonával strážní službu, rodině princovi zkonfiskoval a rodinu během necelých 24 hodin vystěhoval. Krátce poté došlo k demolici dřívějších budov.
Mramorový palác byl postaven v letech 1934–1937. Na příkaz Rezy Šáha jej postavili francouzský inženýr Joseph Leon a íránský architekt Fathalláh Firdáws. Původně byl postaven pro pořádání oficiálních akcí a recepcí.
Palác sloužil Rezovi Šáhovi a poté jeho synovi Muhammadovi Rezovi jako jejich rezidence. Reza Šáh a jeho čtvrtá manželka Esmát Dovlátšahí žili v paláci se svými pěti dětmi až do Rezova odchodu do exilu v roce 1941. V září 1941 podepsal Rezá Šáh v paláci svůj abdikační dopis.
Za vlády Muhammada Rezy došlo k mnoha významným královským událostem. Vedle Golestánského paláce to byl jeden z jeho dvou významných paláců. Mramorový palác byl v 50. letech 20. století ztotožňován se šáhovou osobou. V paláci se konaly všechny tři šáhovy svatební obřady. V roce 1939 se v paláci konal svatební obřad šáha a jeho první choti, princezny Fawzie, a až do jejich rozvodu v roce 1945 byl jejich sídlem.
V říjnu 1950 se v paláci konal zásnubní obřad a v únoru 1951 svatební obřad šáha a jeho druhé manželky Soraji Esfandíarí. Zasnoubení i sňatek šáha s jeho třetí manželkou Farah se rovněž konaly v paláci. Šahnáz Pahlaví, dcera šáha a princezny Fawzie, se v říjnu 1957 v paláci rovněž provdala za Ardešíra Zahedího. Kromě toho se v paláci konala oslava šáhových 48. narozenin.
Kromě těchto událostí přežil šáh v paláci také pokus o atentát, který 10. dubna 1965 spáchal íránský voják.  Po této události se palác přestal používat a v roce 1970 se stal muzeem.

## Styl a technické vlastnosti
Návrh dvoupatrového paláce poprvé vypracoval Ostád Džafar Chán. Konečný návrh však vypracoval Ostád Hajdár Chán.
Palác je obklopen zahradou. Vnější povrch paláce je z bílého mramoru. Eklekticismus odráží zejména kamenný vchod do paláce, kde jsou vztyčeny dvě sochy achaimenovských vojáků držících šípy. Tyto sochy vytesal íránský umělec Džafar Chán. Palác má i další brány, které vyrobili místní řemeslníci z různých provincií. Palác je zastřešen obrovskou kopulí, která je replikou mešity šejka Lotfolláha v Isfahánu. Kopule je pokryta arabeskovými dlaždicemi se svitkovými vzory.
Vnitřní prostory paláce jsou velmi formální, s bohatě vyřezávanými dveřmi a extrémně vysokými stropy. Palác má velmi velkou přijímací místnost, kde jsou použita zrcadla jako v mnoha mešitách a svatostáncích v zemi. Místnost je známá jako „Zrcadlový sál“. Interiér paláce byl vybaven bohatými látkami a koberci. Výzdobu vytvořil íránský architekt Hosejn Lorzádeh.  Dlaždice použité v paláci vyrobil Ostád Jazdí a obrazy Ostád Behzád.
Rozloha paláce je 35 462 metrů čtverečních (3,5 ha; 8,8 akrů), z toho 2 870 metrů čtverečních (0,3 ha; 0,7 akrů) slouží k bydlení.

## Současné využití
Po íránské islámské revoluci v roce 1979 sloužil palác až do roku 1981 jako muzeum. Místní obyvatelé uváděli, že palác využívali vrcholní politici Íránu. Historické předměty používané v paláci, včetně nábytku, jsou vystaveny v muzeu v Teheránu. Palác byl veřejnosti uzavřen až do července 2020, kdy byl po převzetí nadací v roce 2019 přebudován na muzeum umění.

## Galerie

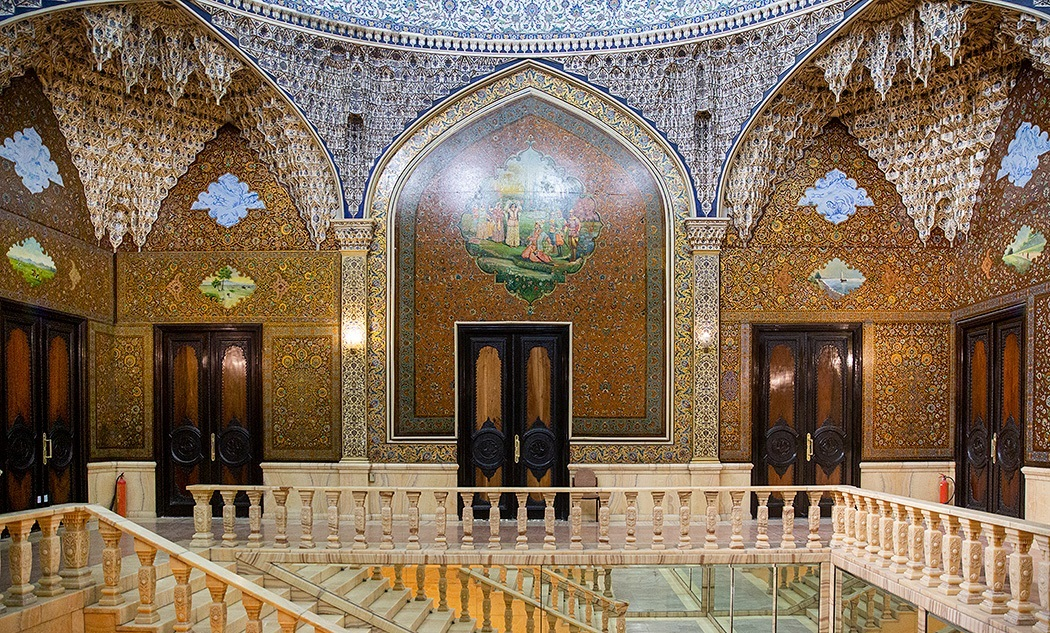
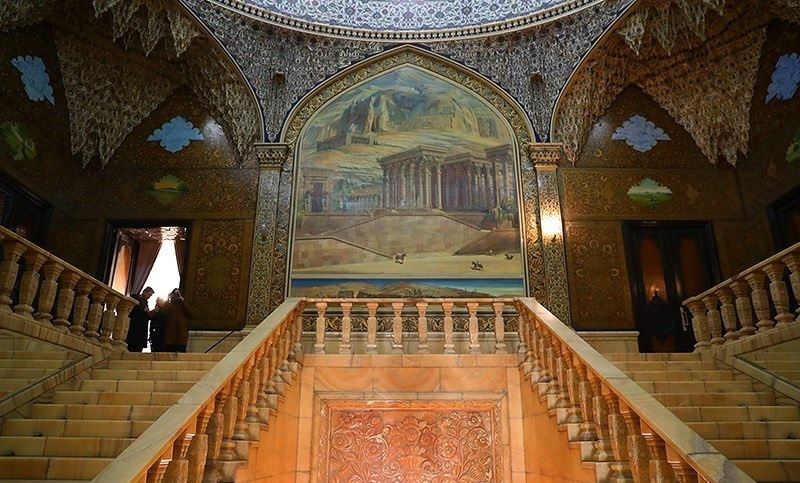
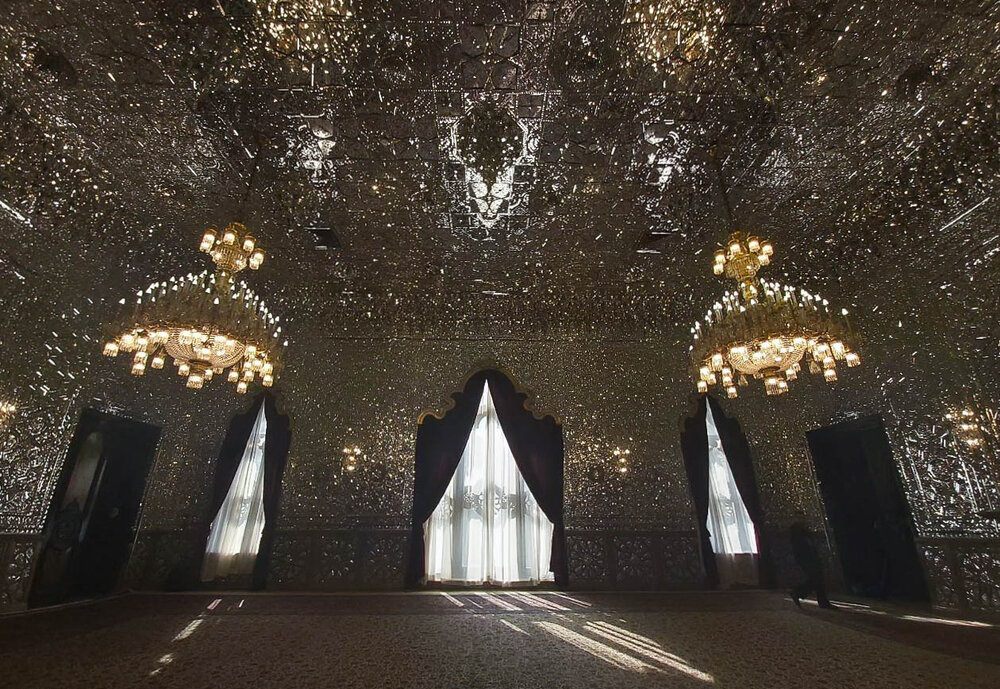
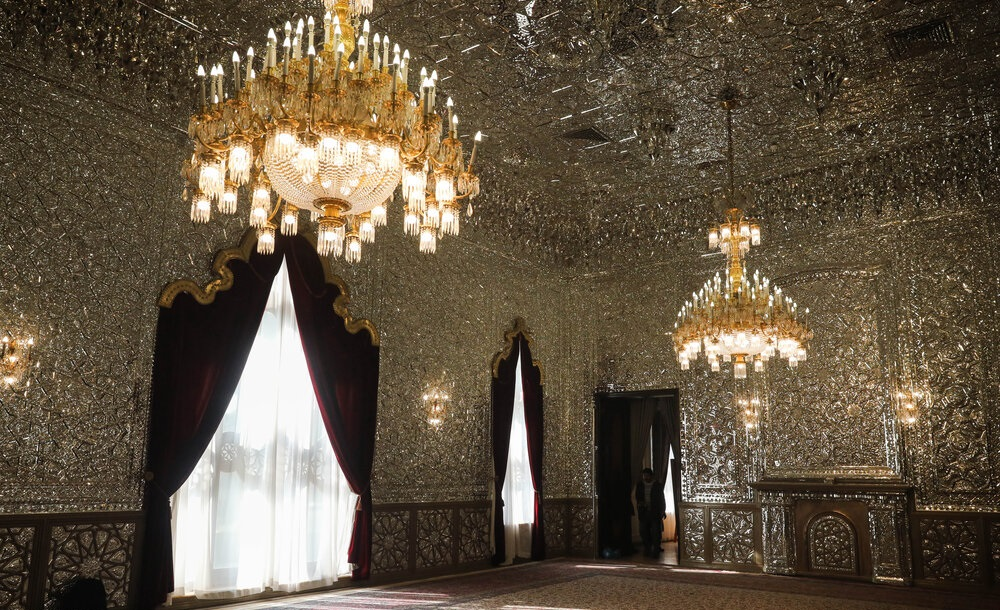
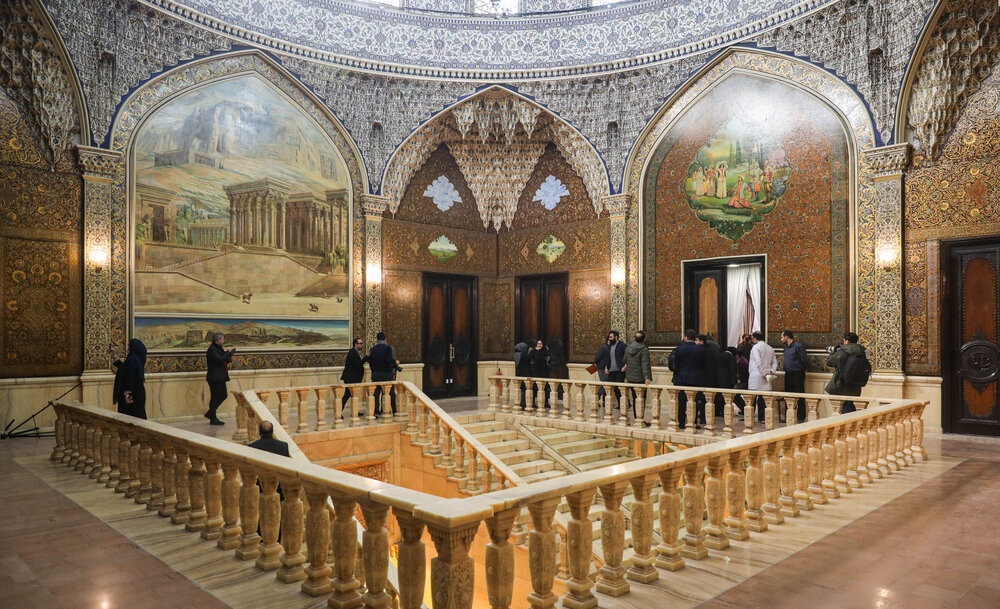
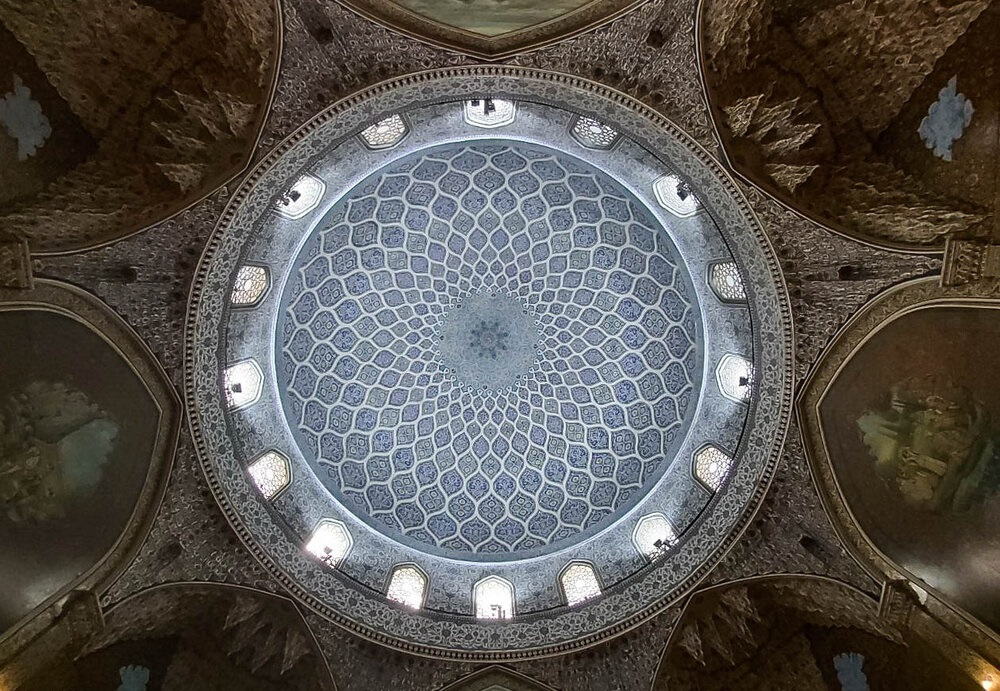
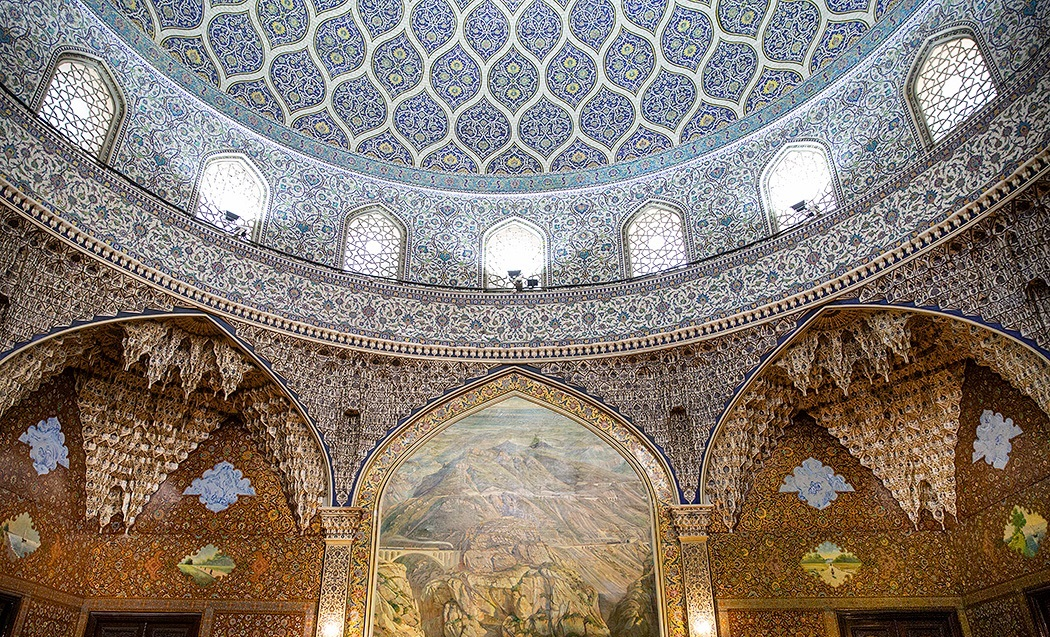
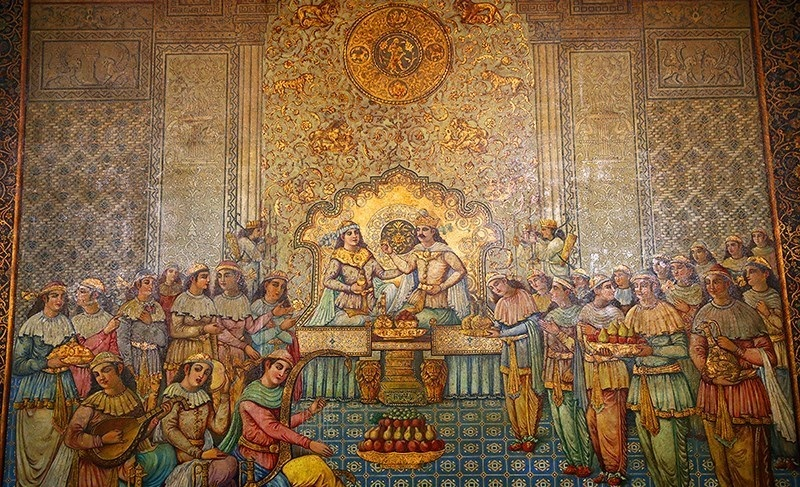
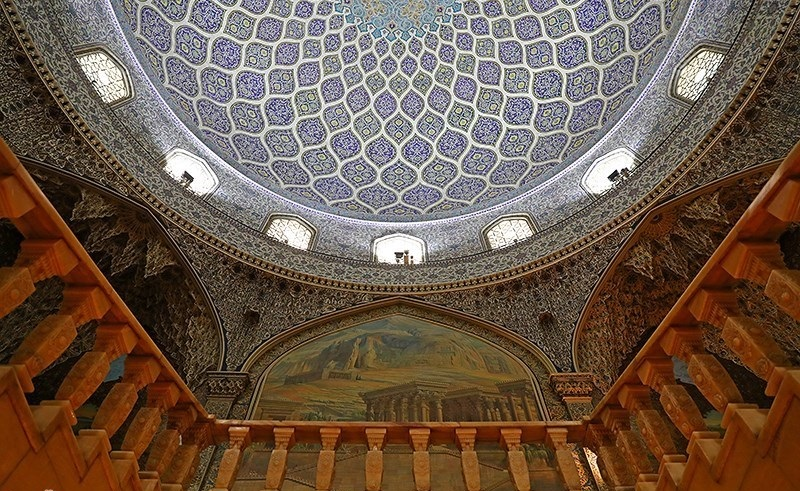